# Nadal al pantà
Nadal al pantà (originalment en anglès, Christmas on the Bayou) és un telefilm estatunidenc dirigit per Leslie Hope, emès el 14 de desembre de 2013 a Lifetime. El telefilm va ser vist per 2.986 milions de teleespectadors en el moment de la seva primera emissió. El 8 de desembre de 2020 es va estrenar el doblatge en català a TV3.

## Argument
Katherine Phillips és una executiva de màrqueting de Nova York amb una carrera de gran èxit. Quan s'adona que la seva addicció a la feina afecta en Zack, el seu fill de set anys, decideix anar a passar les vacances de Nadal a casa de la seva mare, als pantans de Louisiana. Allà es retrobarà amb les seves arrels i s'haurà d'adaptar als ritmes pausats de la vida de poble, que xoquen amb el ritme frenètic de la gran ciutat. I també es retrobarà amb en Caleb, un amor de la infantesa. Un miracle de Nadal orquestrat pel Pare Noel en persona ajudarà en Zack a superar les seves pors i farà que la seva mare es replantegi tota la seva vida i prengui una decisió important.

## Repartiment
- Hilarie Burton: Katherine
- Tyler Hilton: Caleb
- Randy Travis: Mr. Greenhall
- Markie Post: Lilly
- Edward Asner: Pare Noel
- Brody Rose: Zack
- Ariana Neal: Siena
- Colin Bates: Caleb infant